# 三日月の滝
三日月の滝（みかづきのたき）は、大分県玖珠郡玖珠町山浦にある滝である。耶馬日田英彦山国定公園の区域に指定されている。

## 概要

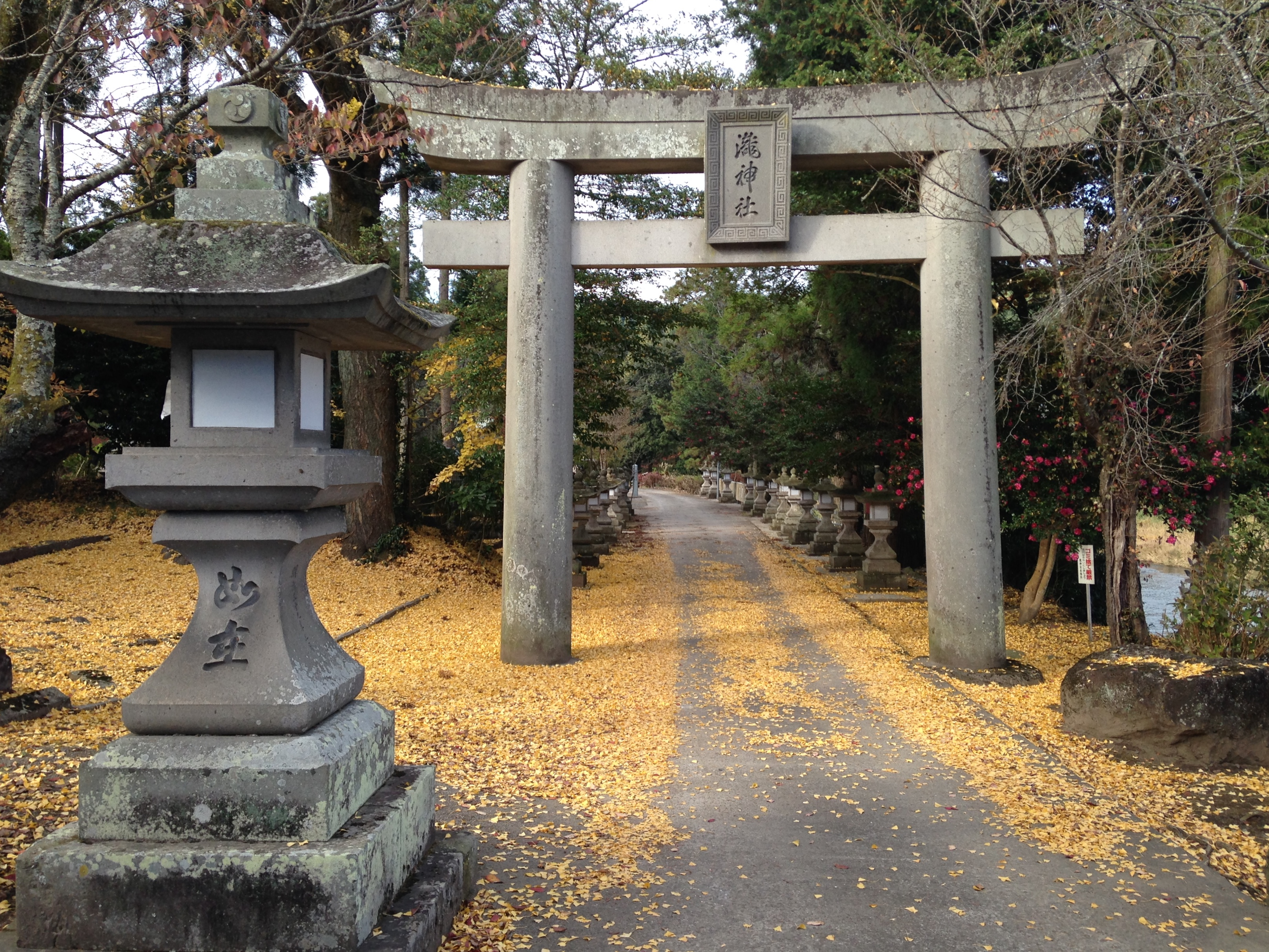
嵐山瀧神社の一の鳥居と参道脇の石灯籠

玖珠川にかかる落差約10m、幅約100-150mの滝で、馬蹄形の滝壁を持つ。その形を三日月に例えて三日月の滝と呼ばれ、ナイアガラの滝に似ることから玖珠のナイアガラ、ミニナイアガラともいわれる。また、魚がこの滝を遡ることができずに引き返したことから魚返の滝という別名もある。JR九州久大本線の線路近くにあるため、車中から眺めることができる。
平安時代に、醍醐天皇の孫の小松女院が、身分違いの恋のために豊後国に配流された清原正高（清原元輔の子、清少納言の兄ともいわれる）を追ってこの地まで来たが、正高が既に結婚したことを聞き知ると、侍女らとともにこの滝に身を投じたという伝説があり、滝のそばには小松女院を祀る嵐山滝神社が建っている。また、その際に小松女院が衣や笠をかけたといわれる笠懸の松も残っている。

## 三日月の滝温泉
近隣には農村と都市圏との交流の場として三日月の滝温泉（三日月の滝公園）が整備されており、露天風呂等の温泉施設、宿泊施設、キャンプ場、パークゴルフ場等が設けられるとともに、カヌーや釣りが体験できるようになっている。

### 泉質
- 単純温泉（弱アルカリ性、低張性）[11]

## 交通
- 鉄道 - JR九州久大本線北山田駅から徒歩約5分[3]
- 自動車 - 大分自動車道玖珠ICから国道210号経由で約15分、天瀬高塚ICから約10分[12]